# Hold Tight
"Hold Tight" é uma canção gravada e produzida pela cantora estadunidense Madonna, contida em seu décimo terceiro álbum de estúdio, Rebel Heart (2015). A artista co-escreveu a faixa com Diplo, MoZella, Toby Gad, Ariel Rechtshaid e MNEK. Uma demo de "Hold Tight" vazou na internet em 22 de dezembro de 2014, enquanto sua versão final foi lançada por Madonna em 9 de fevereiro de 2015, na iTunes Store. Posteriormente, em 24 de julho de 2015, a canção foi posteriormente enviada para as rádios italianas como o terceiro single de Rebel Heart naquele país.
"Hold Tight" é uma canção pop midtempo, incorporando bateria militar, teclados atmosféricos e floreios de eletrônica em sua instrumentação. Em relação à letra, a canção fala sobre o amor triunfar em tempos difíceis, com uma mensagem de apoiar um no outro e ser forte. A canção recebeu críticas mistas por parte dos críticos: alguns elogiaram seu refrão e o escolheram como uma faixa de destaque do álbum, enquanto outros a chamaram de monótona e genérica. A canção entrou na parada de vários territórios europeus, alcançando o top 40 na Finlândia, Hungria e Espanha.

## Antecedentes e lançamento
Inicialmente, Madonna previa lançar seu décimo terceiro álbum de estúdio, Rebel Heart, em março de 2015, com seu primeiro single estreando no Dia dos Namorados nos Estados Unidos, 14 de fevereiro, do mesmo ano. No entanto, quinze demos de suas canções vazaram para a Internet entre novembro e dezembro de 2014, o que levou a cantora a lançar seis faixas completas no iTunes, como pré-venda do álbum, em 20 de dezembro de 2014. Três dias depois, outras 14 faixas vazaram online, incluindo a versão demo de "Hold Tight". Em 9 de fevereiro de 2015, Madonna lançou mais três faixas do álbum, incluindo as versões finais de "Hold Tight", "Iconic" e "Joan of Arc", bem como a faixa-título do álbum.
Após o seu lançamento completo, alguns sites sugeriram que Ryan Tedder era o produtor da canção, pois ele havia confirmado ter trabalhado em material para Rebel Heart, alegando que as canções eram "as melhores coisas de Madonna em mais de década" e que "as faixas que ele fizera com ela eram realmente difíceis de explicar". No entanto, as produções de Tedder não foram incluídas na lista final de faixas do álbum, apesar de rumores afirmarem que ele era o produtor de "Hold Tight". Mais tarde, houve rumores de que Diplo era o produtor, mas eventualmente foi confirmado no site oficial de Madonna que ela mesma produzira a faixa. "Hold Tight" foi selecionada como o terceiro single de Rebel Heart na Itália, e foi enviada às rádios do país em 24 de julho de 2015.

## Gravação e composição
|                                                    | "Hold Tight" Uma amostra de 21 segundos de "Hold Tight" exibindo seu refrão "tribal" com instrumentação tais como teclados atmosféricos, tambores militares e floreios de eletrônica pascal |
| Problemas para escutar este arquivo? Veja a ajuda. | |

"Hold Tight" foi escrita e produzida por Madonna, com letras adicionais de Diplo, Toby Gad, MoZella, Ariel Rechtshaid e MNEK; este último também forneceu vocais de apoio. Demacio "Demo" Castellon e Nick Rowe foram os engenheiros da som, enquanto Castellon e Mike Dean fizeram a mixagem da canção. Gravações adicionais foram feitas por Angie Teo, enquanto a edições adicionais de Pro Tools foram feitas por Ron Taylor. "Hold Tight" foi gravada em quatro lugares diferentes: The Ritz (Moscou, Rússia), Grand Marina Hotel (Barcelona, Espanha) e Patriot Studios (Denver e Venice, E.U.A.).
MNEK, que co-escreveu e forneceu vocais de apoio à faixa, lembra que ele estava trabalhando com a dupla inglesa Gorgon City em 2014, quando eles o recomendaram a Diplo, para trabalhar em Rebel Heart. Juntos, eles começaram com uma ideia para "Hold Tight", e Madonna adorou. Após terminar de escrever a letra, ela convidou MNEK para o estúdio de gravação para terminar a produção. O rapper ficou satisfeito com o resultado e descreveu as sessões como "legais" e lembra de Madonna dando-lhe doces de chocolate e manteiga de amendoim no estúdio.
"Hold Tight" é uma balada pop midtempo "reflexiva e sombria", tendo teclados atmosféricos, tambores militares e floreios de eletrônica pascal como principal instrumentação. Seu refrão "tribal" galopa euforicamente em um arpeggione cintilante, ornamentado por um assobio de Juno", que segundo Amy Pettifer, da revista The Quietus, é "reminiscente de "Running Up that Hill" de Kate Bush". John Marrs, da revista Gay Times, notou que os sintetizadores da canção lembram "Forbidden Love" de Confessions on a Dance Floor e os "instrumentais eufóricos" da banda britânica Faithless. Em relação à letra, a canção fala sobre aguentar firme e ser forte, com Madonna cantando sobre ser "machucada e ferida". Para Adam R. Holz, do site Plugged In, em relação á letra, a canção permeia o mesmo conteúdo de "Living for Love", enquanto Pettifer notou que ela é "um hino de galvanizador de sobrevivência ombro a ombro, o qual é coletivo e comunitário, e não íntimo e romântico".

## Recepção

### Crítica
Joe Lynch da revista Billboard descreveu a canção como "uma faixa imediatamente familiar com um refrão épico e arrebatador." Lewis Corner, do site Digital Spy, enfatizou "o espaço que deram para a voz de Madonna brilhar - algo que gostaríamos de ouvir com mais frequência". Lauren Murphy, do jornal The Irish Times, descreveu-a como uma "canção pop à moda antiga" e a escolheu como uma faixa de destaque, enquanto John Marrs, da revista Gay Times afirmou que "a faixa de midtempo sustentada por um baixo sujo tem pouca semelhança com a demo esparsa e pedestre," também notando que "quando a melodia é exuberante como esta, ela poderia estar cantando uma receita do livro de receitas de Mary Berry que não nos importaríamos." Amy Pettifer da revista The Quietus viu-a como canção "Whenever, Wherever da Shakira vista através das lentes escuras de uma geração perdida."
Sam C. Mac, da Slant Magazine, chamou de "preenchimento de álbum perfeitamente aceitável: pop inócuo e liricamente plausível que rapidamente se transforma em algo emocionante quando ameaça se tornar um golpe evangelizado". No entanto, Mac observou que "[não] seria particularmente lamentável se não houvesse tantas opções melhores para a edição padrão do álbum que foram relegadas a faixas bônus". Ludovic Hunter-Tilney, do Financial Times, chamou de "balada estúpida", enquanto para Saeed Saeed, do The National, a música "é a primeira de algumas faixas que deveriam ter sido descartadas", criticando seus "teclados atmosféricos" por serem "indutores de sono".  Evan Sawdey, do PopMatters, o nomeou um dos "comparsas esquecíveis" e um "baque genérico". Enquanto isso, Lydia Jenkins, do The New Zealand Herald, opinou que "Hold Tight" tem "tão pouca substância [que] parece errado chame de música".

### Comercial
Após o seu lançamento digital em 9 de fevereiro de 2015 pela pré venda do álbum, "Hold Tight" entrou nas tabelas de vários países. No Reino Unido, a música não conseguiu entrar na UK Singles Chart, mas alcançou o número 97 na tabela de downloads. Ele também alcançou o número 92 na tabela de singles compilada pela Syndicat National de l'Édition Phonographique na França. "Hold Tight" teve as 40 primeiras colocações na Espanha e na Hungria, bem como nas tabelas digitais da Finlândia e da Suécia.

## Créditos e equipe
Créditos adaptado do site oficial de Madonna.

### Gerenciamento
- Webo Girl Publishing, Inc. (ASCAP) / Songs Music Publishing, LLC o/b/o I Like Turtles Music, Songs of SMP (ASCAP) / EMI April Music, Inc. and Mo Zella Mo Music (ASCAP).
- Atlas Music Publishing o/b/o itself and Gadfly Songs (ASCAP) / Digital Teddy Ltd. (Copyright Control) (PRS) / Jack Russell Music Limited (PRS).
- Recorded at The Ritz (Moscow), Grand Marina Hotel (Barcelona) and Patriot Studios (Denver, Colorado / Venice, Califórnia).
- MNEK aparece como cortesia da Virgin EMI Records, uma divisão da Universal Music Operations.

### Equipe
- Madonna – vocal, compositora, produtora
- Diplo – compositor
- MoZella – compositora
- Toby Gad – compositor
- Ariel Rechtshaid – compositor
- Jimmy Austin- compositora
- MNEK – compositor, vocal de apoio
- Demacio "Demo" Castellon – compositor, vocal de apoio
- Mike Dean – mixagem de áudio
- Nicholas Rowe – engenheiro
- Angie Teo – gravação adicional
- Ron Taylor – Pro Tools

## Desempenho nas tabelas musicais
| Tabela musical (2015)                    | Melhor posição |
| ---------------------------------------- | -------------- |
| Espanha (PROMUSICAE)                     | 37             |
| Finlândia (IFPI Finlândia)               | 28             |
| França (SNEP)                            | 92             |
| Hungria (Single Top 40)                  | 27             |
| Suécia (DigiListan)                      | 34             |
| Reino Unido (UK Singles Downloads Chart) | 97             |

## Histórico de lançamento
| País   | Data                | Formato                        | Gravadora             |
| ------ | ------------------- | ------------------------------ | --------------------- |
| Itália | 24 de julho de 2015 | Rádio de sucesso contemporâneo | Universal Music Group |